# سام بوتومز
سام بوتومز (بالإنجليزية: Sam Bottoms)‏ مواليد 17 أكتوبر 1955 في كاليفورنيا، الولايات المتحدة - الوفاة 16 ديسمبر 2008 في لوس أنجلوس، هو ممثل ومنتج أمريكي بدأ مسيرته الفنية سنة 1971. امتدت مسيرته الفنية لأكثر من 36 عاما.

## الأعمال
- آخر عرض صور
- أوت لاو جوسي ويلز
- القيامة الآن
- سيبيسكيت
- خراب

## روابط خارجية
- سام بوتومز على موقع IMDb (الإنجليزية)
- سام بوتومز على موقع أول موفي (الإنجليزية)
- سام بوتومز على موقع قاعدة بيانات الأفلام السويدية (السويدية)
- سام بوتومز على موقع إن إن دي بي (الإنجليزية)
- سام بوتومز على موقع قاعدة بيانات الفيلم (الإنجليزية)